# Kowal (gemeente)
De gemeente Kowal is een landgemeente in het Poolse woiwodschap Koejavië-Pommeren, in powiat Włocławski.
De zetel van de gemeente is in Kowal.
Op 30 juni 2004 telde de gemeente 4151 inwoners.

## Oppervlakte gegevens
In 2002 bedroeg de totale oppervlakte van gemeente Kowal 114,75 km², waarvan:
- agrarisch gebied: 67%
- bossen: 22%

De gemeente beslaat 7,79% van de totale oppervlakte van de powiat.

## Demografie
Stand op 30 juni 2004:
| Omschrijving                   | Totaal | Totaal | Vrouwen | Vrouwen | Mannen | Mannen |
| ------------------------------ | ------ | ------ | ------- | ------- | ------ | ------ |
| eenheid                        | aantal | %      | aantal  | %       | aantal | %      |
| inwoners                       | 4151   | 100    | 2051    | 49,4    | 2100   | 50,6   |
| bevolkingsdichtheid (inw./km²) | 36,2   | 36,2   | 17,9    | 17,9    | 18,3   | 18,3   |

In 2002 bedroeg het gemiddelde inkomen per inwoner 1152,63 zł.

## Administratieve plaatsen (sołectwo)
Bogusławice, Czerniewiczki, Dąbrówka, Dębniaki, Dobrzelewice, Dziardonice, Gołaszewo, Grabkowo, Grodztwo, Kępka Szlachecka, Krzewent, Nakonowo, Przydatki Gołaszewskie, Rakutowo, Strzały-Więsławice, Unisławice, Więsławice-Parcele.

## Aangrenzende gemeenten
Baruchowo, Choceń, Kowal, Lubień Kujawski, Włocławek